# 星界シリーズの惑星一覧
星界シリーズの惑星一覧（せいかいシリーズのわくせいいちらん）では、SF小説「星界シリーズ」に登場する架空の恒星系、惑星および国家について一覧で説明する。なお、これらは全て平面宇宙の「天川門群」、つまり通常宇宙の銀河系に属する。
また、シリーズ中に登場する門（ソード）にはすべてその門がある星系の名前が付く（ハイド門、フェブダーシュ門など）。ただし、アブリアル伯国にある8つの門にはそれぞれ8王国の名が付いている（イリーシュ門、バルケー門など）。

## アーヴによる人類帝国
アーヴによる人類帝国（以下「アーヴ帝国」）では、その領土は星系単位で貴族に領有される。恒星の名が貴族の称号および領土名となる。諸侯（大公爵・公爵・侯爵・伯爵）領は有人惑星を、子爵領は惑星改造によって有人化が可能な惑星を有し、男爵領は気体惑星、小惑星のみで有人化可能惑星は持たない。子爵以上の領主は植民を始めることで伯爵に、植民星が一定の規模（人口1億人が目途になっているようだが、作中に明確な基準は書かれていない）を超えると侯爵へと昇格する。さらに戦争などで功績を挙げれば公爵に昇格することもあるようだ。なお、大公爵はアーヴ根源二八氏族宗家の宗主が帯びる称号である。また、有人惑星がある領地を邦国、そうでない領地を所領として区別される。
原則として1つの星系には1人の貴族が封じられ、1つの星系が複数の有人惑星を有するケースもあり得る。帝国に編入されたばかりの星系や領主の家が絶えた星系などは、新しい領主が決まるまでの間、帝国預かりの領土となり皇帝が名目的に領有する事になる。実際の統治は代官が行う。この他、「鎮守府（シュテューム）」と呼ばれる星界軍の施設が各王国に一つずつ計8つあり、帝都への「門」のすぐ近くに鎮守府の「門」は位置する。
帝国歴959年のラクファカール陥落後、帝国が維持しているラスィース、ウェスコー、バルケー、スュルグゼーデの4王国は「帝国の半身」、４カ国連合に占拠されたスキール、イリーシュ、バルグゼーデ、クリューヴの4王国は「戻るべき帝国の半身」と呼ばれている。
なお、ここでは皇族および貴族で爵位が判明している人物の領地も記載するものとする。
本文はアーヴ名とし、現地名が分かっているものは括弧で表記する。
- アブリアル伯国
帝都ラクファカールと、空間機動要塞をともなった8つの門（ソード）が逆向きに公転している。領主は皇帝（実質、アブリアル伯爵は皇帝の称号となっている）。ただし、公表されている星系図には場所は表記されておらず詳細は不明。
元々はアーヴが「門」を開く実験を行うために投錨した星系で、帝国暦1年に皇族の姓から命名された。帝国最大の反物質燃料工場であるダイソン球に取り囲まれており、工場は「帝国の乳房」と呼ばれていた。
  - ラクファカール
アーヴによる人類帝国の都であり、帝国の政治・経済・軍事・交通の中枢である。大放浪時代に全てのアーヴが暮らしていた都市船アブリアルが浮かび、建国以降皇帝の居城となっていた。また、大使館があり、帝国で唯一外国船を迎え入れる貿易港があった。有人惑星は存在しないが無数の機動城館が浮かび、多くのアーヴが暮らしていた。アーヴの国是である平面宇宙航法の独占を徹底するため、全ての軍艦や宇宙船がここで建造されていた。大放浪時代にアーヴが収集した八つの門があり、八王国へと通じる交通の要衝であると同時に、敵軍に占領されると八つに分断されてしまうリスクがあった。これまで三度敵艦がラクファカールに侵入した例があるが、門から出てきた直後で統制がとれていないところを迎撃したため、陥落は免れていた。
しかし帝国歴959年、ハニア連邦政府と敵対して叛乱を起こした同連邦宇宙軍の手引きによりクリューヴ王国から3ヵ国連合軍の侵攻を受け、皇帝ラマージュはソトリュール鎮守府への遷都を決定、自らは時間を稼ぐために近衛艦隊と共に連合軍と戦い崩御。その間にラクファカールは分解され、再び姿を現した都市船アブリアルもろ共臨時の軌道要塞と化する。この際、帝国宝物（「忘れじの広間」の墓石）、建艦廠、帝都を構成していた大部分の船舶、住民らがソトリュールへと退避した。その後来襲した連合国軍に対し、星界軍から退役した皇族及び貴族らからなる帝都防衛隊が捨て身の攻撃を行い、連合軍が目的としていた「帝国の乳房」もろ共ラクファカールは自爆して多くの連合軍艦艇を道連れにする。その後、残りの連合軍艦隊の大半がバルケー門へ殺到した直後に王宮及び周辺の要塞が自爆。こうしてラクファカールは建国以来の称号「落ちざるもの」を失うこととなった。
八王国と各領地の間に行政上の上下関係はなく、「〜地方」という程度の意味合いしかない。八王家はそれぞれの門の管理を役割とし、通行料を収入とする。
    - クラベール・ソス
元々はアブリアル伯国内の資源採掘時に発生したゴミを人工重力装置を用いてつなぎ止める最終処分場であったが、人工惑星と呼べる規模まで巨大化した。その地中には初めてアーヴ身分になった地上出身者の遺体が本人の遺言により埋葬されている。ほかの地上世界から空気、水、土が移入され居住可能になっており、星界軍訓練生の地上演習に用いられるようになった。

### スキール王国
王家の姓はアブリアル・ネイ＝ラマラル。4ヵ国連合侵攻により帝国から切り離されるが、ラクファカール遷都に伴い皇帝ラマージュの指示により、時空泡発生機関製造列及び臨時帝都へ向かうことができない艦隊が送られる。その後、新たに編成された「第二方面艦隊」の司令長官ドゥビュースは、「第一方面」（帝国本体）と連絡が再開するまでの間、王国を縮小することを決定。30以上の星系の領主らを退避させ、支配下にあるのは事実上セスカル子爵領のみとなっている。
- ビセス鎮守府（シュテューム・ビセサル）
帝都ラクファカール陥落後、旧「雪晶艦隊」などを再編成し、ドゥビュースを中心とした「第二方面艦隊」が編成される。スキール門に近かったため、司令部および工廠を移転させた後、ラクファカール陥落の約3年後に陥落した。
- セスカル子爵領（ベールスコル・セスカル）
帝都ラクファカール陥落後、ドゥビュース達が「第二方面艦隊」の本拠地としており[1]、数十世紀は自給自足できるだけの工業力を維持している。セスカル子爵と家族は消息不明。
  - ダルカール
可住化が終わった惑星[1]。
- クファース伯国（ドリュヒューニュ・クファト）
領主は消息不明となっており、代官が統治している。
  - セトスィリューヌ
領主の失踪を知った領民政府が帝国からの離脱を表明し、説得のためドゥヒールや官僚らにより交渉が続けられている。
- カセール伯国
ドゥヒール率いる赤啄木鳥艦隊により、カセール伯爵及び家臣らが撤退した。
  - ドベーシュ
領民代表は大統領。帰郷を希望した同惑星出身の帝国国民を受け入れた。
- ソルゼーニュ男爵領、ヌリゾ男爵領
赤啄木鳥艦隊により、領主が撤退した所領の一部。

### イリーシュ王国
王家の姓はアブリアル・ネイ＝ドゥスィール。平面宇宙上において天川門群（銀河系）の外縁部にある第12環に位置し、門群を囲むような形状から「アーヴの腕」と呼ばれている。
帝国暦952年、「イオラオス作戦」により発見された二つの「門」から侵入した3ヵ国連合（ハニア連邦は不参加）により3分の2を占拠される。帝国暦956年、「狩人」作戦により奪還。帝国歴959年、4カ国連合の侵攻により再び帝国から切り離される。
- ガムテーシュ子爵領
平面宇宙において3ヵ国連合が侵入したケイシュ一九三門（後のバスコットン門）とスファグノーフ門の間にある。フェブダーシュ男爵領同様、スファグノーフ門沖会戦後にトライフ艦隊により同子爵と家臣たちは帝都へ護送された。
- スファグノーフ侯国
帝国暦952年、帝国と3ヶ国連合との初の会戦・スファグノーフ沖会戦が行われ、帝国の圧勝に終わった。
  - クラスビュール
初代スファグノーフ子爵（当時）により惑星改造され、3代目スファグノーフ子爵（のち伯爵および侯爵）により植民された。スファグノーフ侯爵の出身氏族・ソスィエ氏族の紋章「銀の枝と蝸牛 (Ïadh syroegna le clasbyrh)」から命名された。
ラクファカールへの逃亡途中に戦闘に巻き込まれたジントとラフィールが一時潜伏していた。統合体に一時占領されたが直後にアーヴによって奪還される。アーヴ語を簡略化したクラスビュール語を用いており、棺桶を宇宙に打ち上げて流す葬送の風習や、「シフ」と呼ばれるチップのような習慣もある。
- ヴォーラーシュ伯国
ヴォーラーシュ伯爵はエミュール氏の出身。3ヵ国連合による占領の間にヴォーラーシュ伯爵フィスキュークは連れ去られて行方不明となり、伯爵位は皇帝が預かって、伯爵と同じくエミュール氏の代官が統治している。
  - デルクトゥー
ジントの第2の故郷。帝国国民志願者を教育するアーヴ言語文化学院があり、ジントはハイド星系が降伏した直後からここで学んだ。植民してから100年足らずの新しい惑星で、領民の大半はエルカーシュ侯国ロワルガム出身者の子孫である。ミンチウという球技があり、ジントはこれを通じてドゥリンと親友になった。

高層建築が好まれず、またアーヴの味覚では耐えられない食文化を持つ。かなり保守的な道徳観を持っているようで、若い男女が二人きりで一緒にいると道徳警察が飛んでくる。
- ハイド伯国（旧・ハイド星系）
太陽系の恒星間移民船「レイフ・エリクスン」に乗り、数世代にわたって酸素を含む大気を持つ惑星を求めてきた移民団が発見・植民し、200年近くに渡り自給自足を行ってきた。星系の名前は、「レイフ・エリクスン」の初代船長にちなむ。
マーティン着陸暦172年（帝国暦945年）、平面宇宙における未探査の「門」捜索の途中で偶然発見され、帝国は皇太子ドゥサーニュ率いる大艦隊を派遣して降伏を勧告。ハイド星系政府主席ロック・リンはこれに対し、ハイド星系の運営をマーティン市民の手で行うため、敢えて対宇宙防衛システムの制御権を帝国に引き渡す代わりに自らが領主になることを認めさせてハイド伯爵ローシュとなった。しかし、市民からの反発を買い、ロックは売国奴として憎悪の対象となる。
帝国暦952年、3ヵ国連合のイリーシュ王国侵攻にともない占領され、同年にロックは彼を憎んでいたハイド星系議会により処刑された。そのため、ジントが爵位を継ぐ。
帝国暦958年、帝国により奪還され、星系政府は領民出身者を代官とし、ハイド伯爵が二度とマーティンには近づかないという条件をジントに受け入れさせて再編入。領民代表（首相）はティル・コリント、代官はスウォッシュ。
  - マルティーニュ（マーティン）
ジントの故郷にして領地。「レイフ・エリクスン」最後の船長の名から命名された。高度に進化した地球外生命からなる独特の生態系を持つ極めて珍しい惑星で、その希少な環境を破壊しないよう人々は巨大高層建築物の中に作られた都市に生活している。居住都市はクランドン市のみで人口は約一千万人。英語に起源を持つマーティン語を用い、食生活などもイギリス風。自転周期は26時間。
アーヴ帝国によって併合されるまでほかの星間国家（または惑星国家）との交流が全く無かったため、星間国家と自国の力関係や外交慣例に非常に疎い。また、多くの地上世界が星間貿易による利益に屈して嫌々ながらもアーヴとの関係を受け入れているのとは異なり、民主主義により統治され、平和だったアーヴとの接触前を懐かしんで孤立化の道を敢えて選ぼうとしている。
恒星ハイドから生産される反物質燃料のほかに、生物資源として生物を輸出している。
  - ベルグウィット
ガス惑星。
- フェブダーシュ男爵領
他の男爵領と同様に反物質生産工場で生計を立てている。初代フェブダーシュ男爵（女性）は、地上世界出身ながら星界軍で技術科の最高位である技術元帥にまで上りつめたために叙爵された。城館（ガリーシュ）は、二代目スルーフ（地上人で造船科の翔士）の設計によるもの。3代目クロワールは父スルーフを監禁し、家臣を若い女性で固めていた。約20年後の帝国暦952年、3ヵ国連合による攻撃から逃れてきたジントとラフィールが燃料補給のために立ち寄るが、領地の存在を連合に気づかれるのを恐れたクロワールは二人を亡き者としようとし、結果命を落とす。ガムテーシュ子爵領と同様に平面宇宙において3ヵ国連合が侵入したケイシュ一九三門とスファグノーフ門の間にあるため、スファグノーフ門沖会戦後、トライフ艦隊によりスルーフと家臣たちは帝都へ護送された。現領主はスルーフの娘ロイだが、彼女は爵位に伴う義務として軍務に就いているため彼女が任命した代官が統治していた。

### ラスィース王国
王家の姓はアブリアル・ネイ＝ラムラリュラル。「幻炎」作戦と「狩人」作戦によりスュルグゼーデ王国と一体化し、旧人類統合体の領域は地上世界を除いて帝国の支配下にある。帝国歴959年のラクファカール陥落後も維持されている。関連国家にウェーレ公国がある。

### ウェスコー王国
王家の姓はアブリアル・ネイ＝ドゥエール。バルケー王国に平面宇宙で隣接し、その結びつきは非常に強い。帝国歴959年のラクファカール陥落後も維持されている。
うち、スポトネブリューヴ鎮守府（ステューム・スポトネブリュブ）は平面宇宙（ファーズ）側がウェスコー門（ソード・ウェスコール）に近い、黄色矮星を中心とした星系。
第2惑星であるボヘーフは地上世界（ナヘーヌ）である。
また、スポール氏族宗家の領土であるレトパーニュ大公国は、3つの有人惑星を有し、諸侯の中で最も繁栄している。領主はペネージュが務めている。
これ以外にも、「ジムリュアの乱」に参加して投降した元兵士により植民された「セグノー」「スィリルス」「ソネージュ」や、カイト憲兵大佐らスファグノーフ門沖会戦で捕虜となった人類統合体の兵士たちが収容されている捕虜収容所を擁する「スィトゥール」がある。

### バルケー王国
王家の姓はアブリアル・ネイ＝ラムサール。王はドゥサーニュ（皇太子）だったが帝国歴959年に皇帝に即位したため、現在の王は不明。ウェスコー王国に平面宇宙で隣接し、その結びつきは非常に強い。帝国歴959年のラクファカール陥落後も維持されている。
- ソトリュール鎮守府
バルケー門のごく近くにある。帝国歴959年の4カ国連合のラクファカール侵攻に伴い臨時帝都となる。
  - サトネージュ
ソトリュール門と同じ軌道を周回する有人惑星。星界軍の地上世界出身者の従士の休養所として用いられており、ラクファカールのクラベール・ソス同様に訓練生の地上演習にも用いられる予定となっている。
  - ラクファカール・セラ
ソトリュール門とサトネージュとの間に新たに臨時帝都として築かれた軌道都市で、「仮のラクファカール」を意味する。サトネージュの衛星軌道から恒星ソトリュールの惑星軌道上に引き上げられた鎮守府本部改め皇宮を土台としている。事実上、近衛艦隊の別称ともなっている。

### バルグゼーデ王国
王家の姓はアブリアル・ネイ＝ドゥブゼル。帝国歴959年の4ヵ国連合侵攻により帝国から切り離される。

### スュルグゼーデ王国
王家の姓はアブリアル・ネイ＝ドゥアセク。双棘作戦により、バルケー王国と平面宇宙で連結している。また、「幻炎」作戦と「狩人」作戦によりラスィース王国と一体化し、旧人類統合体の領域は地上世界を除いて帝国の支配下にある。帝国歴959年のラクファカール陥落後も維持されている。関連国家としてビスケース伯国がある。

### クリューヴ王国
王家の姓はアブリアル・ネイ＝ドゥブレスク。平面宇宙ではハニア連邦領内に孤立して存在する。王はドゥビュース。帝国歴959年の4ヵ国連合侵攻により帝国から切り離され、連邦により占拠・委任されている。
- ウェムダイス子爵領
クリューヴ王ドゥビュースの第一王子ドゥヒールの所領。
- ゲムファーズ伯国
クリューヴ王ドゥビュースの妹ラムリューヌの邦国。
  - スィルメー
『星界の断章III』の『海嘯』に登場。クリューヴ王をドゥビュースが継いだことで皇族の義務から解放されたラムリューヌが惑星改造に着手し、最終段階にかかっている。その後領民の移入と領民政府の成立により伯国に昇格しているが、詳細は不明。
- セムブリューヴ鎮守府
他の鎮守府よりも最も帝都の近くに位置する。帝国歴959年、4ヵ国連合の侵攻により陥落。
- パリューニュ子爵領
領主はラフィール。7つの惑星を有し、花好きの探査家により花の名がつけられた。名は「薔薇の国」の意味。
  - ギュリューニュ（百合の国）
  - スペシューニュ（椿の国）

### 『戦旗』における占領地
- アプティック伯国
12の惑星を有する。帝国暦955年、「幻炎」作戦により併合され、代官が派遣されるまでの間、ラフィールとジントが領主代行および領主副代行を務めた。
  - アプティックIII
工業の発達した惑星。経済封鎖されたに等しい状況に追い込まれ、星系首相（後の領民代表）マクリット・タラスらは自らアーヴへの降伏を選択するが、内政的な理由から「恫喝によって強いられた苦渋の決断」に見せねばならず、涙ぐましい努力を行った。
  - アプティックIV
気体惑星
- ウィンブル星系。
- サルクス伯国
帝国暦957年、トライフ大提督率いる大艦隊が人類統合体の艦隊を待ち構えていたが、ロブナス門沖会戦で疲弊していた人類統合体艦隊は戦うことなく降伏。
- ダルマプ侯国
  - セーバ
二重惑星といえるほど大きい衛星ムティローヴを有する。
- バスコットン星系
バスコットン門はラスィース王国とスュルグゼーデ王国の間にある。星系から4.1光年離れた場所にイリーシュ王国へ通じる別の門（アーヴ側呼称：ケイシュ一九三門、人類統合体側呼称：VRGE1447）があり、人類統合体はこの門をバスコットン星系まで運んでアーヴ領侵攻の出撃基地とした。。帝国歴956年、ドゥビュース率いる淡雪第2艦隊により制圧される。
  - バスコットンIV
- マイラル星系
人類統合体の辺境に位置する星系。ハニア連邦と拡大アルコント共和国への航路を扼する物流拠点で、人工惑星が建設されていたが、星界軍の侵攻に先立って破壊された。
- ミオフランディア星系
- ミスケル星系
- ロブナス伯国
ラスィース王国とスュルグゼーデ王国の間にある。12の惑星を有する。
帝国暦957年、帝国が占領し、ラフィールとジントが領主代行および領主副代行となる。同年、ロブナスIIの領民（未去勢の女囚と刑務官たち）をロブナス門へ輸送中に人類統合体の艦隊が侵攻、ロブナス門沖会戦が起こる。結果は帝国軍の大敗に終わるが、領民を輸送するという目的は達した。
  - ロブナスII
ロブナス星系唯一の有人惑星。人類統合体の刑務所（矯正施設）で、終身刑の受刑者が収監されていた。住民は囚人と刑務官（看守）およびその家族のみで、囚人居住区は去勢措置を受けた者、未去勢の男性、未去勢の女性に分かれていた。アルカイクという麻薬が蔓延し、刑務官の中にもそれに溺れて囚人たちの走狗となる者がいた。
男性囚人の一部はアーヴによる占領を契機にここを新たな地上世界とすることを望み、子供を作るために必要な女性囚人をロブナスIIに留め置くよう要求したが女性側はそれを拒否し、これを阻止しようと男性囚人側が武装蜂起したため刑務官達とアーヴが共同で女性囚人を脱出させた。その後は無法地帯となり、囚人達は幾つかの閥に別れて僅かばかりの食料を奪い合っている。

### 所在地不明など

#### 大公国
- アイサース大公国
エミュール氏族宗家の領土。
- アビアヘール大公国
イーデフ氏族宗家の領土。
- イルドレフ大公国
ビュセーク氏族宗家の領土。レトパーニュ大公国についで繁栄している。
- キザセーフ大公国
カリュー氏族宗家の領土。
- ギュムスィー大公国
フィムゲーム氏族宗家の領土。
- グーハル大公国
トリーシュ氏族宗家の領土。
- ケズドー大公国
スネーシュ氏族宗家の領土。
- ケヒュール大公国
ソスィエ氏族宗家の領土。
- サルス大公国
トレーフ氏族宗家の領土。大きな小惑星帯を有し、トレーフ家が独占している。
- サンダテューシュ大公国
リニューク氏族宗家の領土。
- ジェスキー大公国
キリューシュ氏族宗家の領土。
- シュトゥール大公国
ラムケーム氏族宗家の領土。
- スカーボール大公国
ビボース氏族宗家の領土。
  - ケルソス
領民政府は帝国中最も優秀と評されている。
- スムボール大公国
エーフ氏族宗家の領土。
- セパレール大公国
ダーショ氏族宗家の領土。機動博物館を有する。
- ゲンダウ大公国
ローフ氏族宗家の領土。
- ダショール大公国
コトポニー氏族宗家の領土。
- ドターシュ大公国
サリューシュ氏族宗家の領土。
  - ベール・バドラ
- ハテューシュ大公国
ルー氏族宗家の領土。
- ビデール大公国
ロセーシュ氏族宗家の領土。
- ファリヘー大公国
レペス氏族宗家の領土。帝国最大の医療研究教育機関を持つ。
- ベイル大公国
ドゥニーク氏族宗家の領土。
- ベルザ大公国
ダベーム氏族宗家の領土。
  - ザムスィア（エルメン）
「ジムリュアの乱」の首謀者ジムリュア（リンダ・ナルン）の故郷。領民の間ではアーヴから提供された遺伝子調整が一般的に行われている。「ジムリュアの乱」が起こった当時、遺伝子調整技術の費用が安くなったため、人口の約半分が空識覚器官（フローシュ）を除いてアーヴとほぼ同じ遺伝子改造（青い髪、不老長命）を受けていた。
- マンブース大公国
ロビート氏族宗家の領土。
- ムルカーシュ大公国
ラリューシュ氏族宗家の領土。
- ラスナ大公国
ニューシュ氏族宗家の領土。
- リュージュ大公国
エスレル氏族宗家の領土。

#### 公国
- ガムヴ公国
幻炎第五艦隊参謀長キー提督の父の邦国。
- ラポーク公国
  - レーシュ
- ルーラ公国
リュズヴァシュ発酵茶が輸出され、星界軍の食事にも出されている。

#### 侯国
- エルカーシュ侯国
  - ロワルガム
エルカーシュ侯爵はエミュール氏族の出身。同じくエミュール氏が統治するヴォーラーシュ伯国デルクトゥーに多数の移民を送り出し、その多くが今でも遠い親戚を持っている。
- ラクテーシュ侯国
  - サデー
50年ほど前に経済が破綻し、立ち直っていない。一部では遺伝子操作によってアーヴに似せた肉体に脳を移し替えた人間がレトパーニュ大公国にある娼館へ出稼ぎしていたことが発覚する。

#### 伯国
- アファレーシュ伯国
  - セーバ
前帝国宰相シドリュアの出身地。
- ゴガーフ伯国
領民は思考結晶に自らの知性を閉じ込め、永遠の命を獲得したつもりでいる。
- セムリューシュ伯国
林檎酒が有名。
- ビスレ伯国
領民は帝国の支配下にあることを理解せず、自らの領民代表を神のようにあがめ、アーヴを何か想像の産物だと信じ込んでいる。
- ビュスゼール伯国
- フリーザ伯国
セールナイの故郷。女性の地位は低く、良妻賢母たることしか望まれていない。
- ボーフ伯国
ボーフ伯爵はラムケーム氏族に属する。二年に一度、帝都城館で奇抜な余興が売り物の饗宴を開くことで有名。
- ヨニー伯国
緑茶が有名。
- ラクリューシュ伯国
領民代表は「アーヴ集合体保守責任者」で、領民はアーヴを人工生命体（有機的な機械）で便利な道具と定義している。
- ランシュ伯国
領主はイーデフ氏族に属し、遺伝子改造に熱心。
  - ガムズ
- リネー伯国
  - ダクフォー（ミッドグラット）
サムソンの故郷。猫の煮込み料理の存在が示唆されるなど独特の食文化を持つ。アーヴが見つけるより前に、スーメイ人から平面宇宙航法を買ったが、星系外に植民しようとはしなかった。アーヴ帝国と人類統合体の勢力境界近くにあり、、どちらかに所属せざるを得ない状況になり、自分たちの食生活に口を出さないアーヴを選んで自主的に邦国となった。『星界の断章』では、人を襲う白菜など、凶暴な食材の格闘を余儀なくされているという描写がなされているが、これは本編とは関係無いパロディである。
- ワローシュ伯国
『星界の断章I』にその名が登場するが、「原作世界に存在しない」という作者による注意書きが付いている。ワローシュ伯爵になりたがる者がいないため皇帝が兼任し、代官が派遣されている。スポール氏族が皇帝なら嫌がらせ用の封土にされたであろうと言われる。名称はネットスラング「ワロス」のパロディ。
  - ディシャンデル
住人はなぜか従士になりたがる者が多い。場の空気を読まない言動をすることからアーヴから忌み嫌われている。アーヴは基本的に地上世界に関心を持たないため、地上人の出身地を判別するための知識がないが、ワローシュ人だけは区別が付くという。名称は2ちゃんねるのパロディ。作中では思考結晶網上でどの氏族が萌えるかについて文字をつかって描いた絵を付けるなど2ちゃんねるそのままのノリで討論する。
- ティセーヌ伯国
農業、特に牧畜を主要産業とする。比較的新しい伯国であるため商業網が弱く、レトパーニュ大公国への輸出にほとんどを依存している。
- ゴーズ伯国
ミスピー浜梨酒が輸出され、星界軍の食事にも出されている。
- ベリサリア星系
『星界の断章3』の『介入』に登場。
  - モメンタ
無人の可住惑星1つを50年以内に譲渡することを条件にスーメイ人から平面宇宙航行の技術を買う。期日が迫っても支払うことができないため、代わりにこの星の大陸の一つへ強制移民が始まったところでアーヴの介入により帝国の支配下に入る。
  - エリティア
ベリサリア星系政府がスーメイ人への支払いのため改造に着手した惑星。改造が期日に間に合わないため延期を申し入れたが受け入れられなかった。

#### 子爵領
- エクレーム子爵領
皇太子バルケー王ドゥサーニュの所領。

#### 男爵領
- セズレーニュ男爵領
幻炎第二艦隊参謀長トリール准提督の所領。

#### 詳細不明
- 太陽系
太陽は、原因は不明だが現在は星霧（ヒール）となっている。
- ヴォベイルネー鎮守府
  - ルルケズ
地上出身の軍士たちのための保養場所。サムソンのような地上出身の翔士は「場をしらけさせる」として疎まれるため、この惑星にやってくるのはほとんどが従士である。
- ラルブリューヴ鎮守府
- エルコン門
- コーザイ
かつて捕虜収容所があった。
- スカレーシュ門
帝国暦952年に門沖で会戦が行われ、サムソンが従軍した。
- ディ・ラプランス
人口過剰気味の有人惑星。初代フェブダーシュ男爵の故郷。
- ベクローニュ
この地上世界の料理を出す店がラクファカールにある。
- ミルケーズ
グレーダの故郷。砂が多い惑星。子供は保育筐と呼ばれる装置を用いて這うことができるようになるまで育てられる。保育筐の居心地は大変よいため、成長した子供を引き離すのはどの親も苦労をする。（乳離れならぬ）保育筐離れに失敗して成人してからも使う者がいることが社会問題となっている。保育筐を使わずに子供を育てる者は変人扱いされる。他の星系と比べて芸術家が生まれる比率が低いという統計があり、保育筐が原因と考える者がいるが因果関係は明らかになっていない。

## 4ヶ国連合諸国

### 人類統合体
- アプティック星系→アプティック伯国
- ウィンブル星系
- エグモント星系
- サルクス星系→サルクス伯国
- ダルマプ星系→ダルマプ侯国
- デメテル星系
- ネオポル星系
- ノヴァシチリア星系
4ヵ国連合が締結された地。
- バスコットン星系
- マイラル星系
- マルスクティ星系
- ミオフランディア星系
- ミスケル星系
- ロブナス星系→ロブナス伯国

### ハニア連邦
- スーメイ星系
人類で最初に平面宇宙航法を開発した。第1環にある。平面宇宙航法の独占を図ったアーヴとは異なり、スーメイ人はその技術を多額の見返りと引き換えに輸出した。統合体をはじめとするアーヴ以外の星間国家の平面宇宙航法はスーメイ人が輸出した技術に由来する。またスーメイ人自身も積極的に移民を行い、帝国・統合体に次ぐ大規模な星間国家・ハニア連邦をほぼ単一民族で形成している。様々な意味で人類宇宙全体に少なからぬ影響力を持つ存在である。

### 拡大アルコント共和国
- アルコント星系
共和国中、人口、政治などあらゆる面で突出している。

### 人民主権星系連合体
- ノヴ・キンシャス星系
人民主権星系連合体の主星系[4]。
  - カイル・ゴンベ
ノヴ・キンシャス星系の主惑星[5]。
- バハメリ星系
人民主権星系連合体の軍事拠点だった星系。
  - クドゥーロ
バハメリ星系の主惑星[6]。
- ファンボ星系
霹靂第一艦隊（ビュール・カースナ・ロドルショト）の最初の目標となった辺境の補給拠点[7]。
- エミクーシ星系
連合体降伏後、ハニア連邦宇宙軍が集結している。
- ケマル星系
人民主権星系連合体におけるほぼ唯一の軍需星系。バルケー王国と中心円の間に位置する。
  - メンデレス
第2惑星
  - アカッド
気体惑星。多数の衛星を持ち、鉱山や軍事工場が集中している。
- ソクラテス星系
- マタイ星系
人類統合体軍とともにハイド伯国に軍隊（マタイ星系地上軍第12師団）を置いていたが、軍隊は帝国再占領にともなう人類統合体撤退後、ハイド星系政府に帰順して抵抗を続けた。

## 所属不明
帝国建国前のアーヴと接触したことがある星系や、どの星間国家にも属さない星系。
- カプラン星系
『星界の断章』の一篇『墨守』に登場。遺伝子操作した人類を人間として認めていないらしく、交易を希望していたアーヴの素性を知るや交渉を打ち切ってしまう。
なお、この星系に属する惑星ケディのあいさつは「メルババ」だが、アーヴ側はこれを惑星名と勘違いしていた。
- ヘルー・ネブー星系
『星界の断章』の一篇『蒐集』に登場。
この星系に属する惑星ター・ネフェルティは宗教上の理由により避妊が禁止されており、人口増加が社会問題となっている。この解決策として、5.8光年ほど離れたところにあるイルト・スィア星系にある惑星アペドを新たに開拓するためユアノン推進船＜マアト・カー・ラー＞を送り込む。その際、事故によりユアノンが脱落し、航行が不可能になっていたところをアーヴの助けを借りて到着した。その見返りとして脱落したユアノンが向かった方向の情報が提供され、これがアーヴにとって8つ目のユアノンとなった。推進装置を失った＜マアト・カー・ラー＞の様子を自ら望んだものと誤解したアーヴは「自分たちより過激な漂流生活をしている」と評した。
- アディーブ星系
帝国歴前157年に「複合時空のエネルギー平衡についてのタリスマン図」という科学論文をフィムゲーム氏に売り渡す。現地語で書かれていたこともあり当時は内容が理解されず、題名から美術論文と誤解され、長らく死蔵される。後にこの論文を再発見したビボース氏によって平面宇宙航行理論が生み出され、帝国創建の礎となる。
- 『目的地』
名前の通り原アーヴたちが送り込まれた目的地。アーヴが独立を宣言してからしばらくの間はこの星系にとどまり船の拡張と武装化を行っている。
- クテス星系（ラ・ゲルシスマ）
『星界の断章』の一篇『出奔』ならびに『来遊』に登場。平面宇宙航行技術を確立する前のアーヴが最後に訪れた星系。アブリアル伯国から8.1光年と、天文学的には隣と言ってよい距離にあるが、門がないため平面宇宙航行で行くことができず、どの星間国家にも属さない。
  - サロス（ラ・ラティプ）
かつてはユアノンを持っていたが既に失われており、科学文明は「辛うじて維持している」程度まで後退した。食料を自給自足する必要があるため、農業が主産業となっている。この星の科学者が開発段階にあった平面宇宙航行技術に興味を抱いてアーヴの元にやってきて、完成を10年早めたと評される貢献を成し、アーヴの30番目の氏族として迎え入れられた。帝国創建後は星間種族であることをやめ地上世界で生きることを選択したアーヴが、アブリアル伯国から通常空間を経由して船内時間で約80年ほどかけて移住している。

## かつて存在した国家
- トヨアシハラ市
アーヴを生み出した軌道都市。日本と思われる地球上の国家から移り住んだ人々で構成される。外国文化の影響を嫌い、独自の文化のみを抽出・発展させる。その文化が後にアーヴ文化の基盤になる。詳細はアーヴ#起源を参照。
- アルハミド星間帝国 
20余りの有人星系を有し、スュルグゼーデ王国と接していた星間国家。アーヴ帝国が同国との戦争のために星界軍主力と皇帝が帝都ラクファカールを出撃した間隙をつく形で地上軍による「ジムリュアの乱」が勃発したが早期に鎮圧平定され、後にはアルハミド星間帝国もアーヴ帝国に破れ、吸収された。
- エレンディア国
帝国建国からさほど間もなく、アーヴ帝国により吸収される。惑星コーザイの捕虜収容所に収容されていた元兵士たちの子孫は国家の復活を夢見て、「ジムリュアの乱」で反乱軍の中心となった。
- カミンテール共和国
帝国歴905年、後の第27代皇帝（当時・皇太女）ラマージュ率いるアーヴ帝国軍との「カミンテール戦役」で滅亡。中核となる4つの星系の経済が緊密に結びつきすぎていたことが災いし、敗北必至でも帝国と戦わざるをえなくなった（結びつきをバラバラにされると各星系の経済が崩壊し、餓死者を覚悟せねばならなかった）。また、軍はあまり信頼されておらず降伏の権限を与えられていなかったため、帝国軍に対して絶望的な戦況でも戦い続けるしかなかった。この国の軍が制式採用していたK211型煙幕弾は電磁波吸収率において現在でも人類世界最高で、クラスビュールのミン・クルサップが苦労の末入手して人類統合体スファグノーフ平和維持軍に対し使用した。
- シャシャイン連邦
100年以上前にアーヴ帝国との「シャシャイン戦役」で滅亡。過去200年ほどの間に帝国と戦争した国家の中では比較的強大な存在であったが、それでも国力はアーヴ帝国の4分の1に満たない程度で、ドゥサーニュによると国力を戦力に反映させるのに致命的な欠陥を抱えていたとされる。透明煙幕という対アーヴ兵器を開発していた。
- シレジア共和国
実態は軍事独裁国家で、のちに人類統合体に併合された。支配階級や軍人の一部に遺伝子操作による不老化処置を施していたが、彼らの子孫は「シレジア不老族」として遺伝子改造を嫌う統合体社会の中で差別されている。
- セクティア連邦
帝国暦812年、アーヴ帝国に併合。セクティア訛りのアーヴ語は正統アーヴ語に比べて母音が少ないため覚えやすく、旧セクティア連邦出身者以外の国民の間でも広く用いられている。